# Laurentiuskapelle (Nammen)

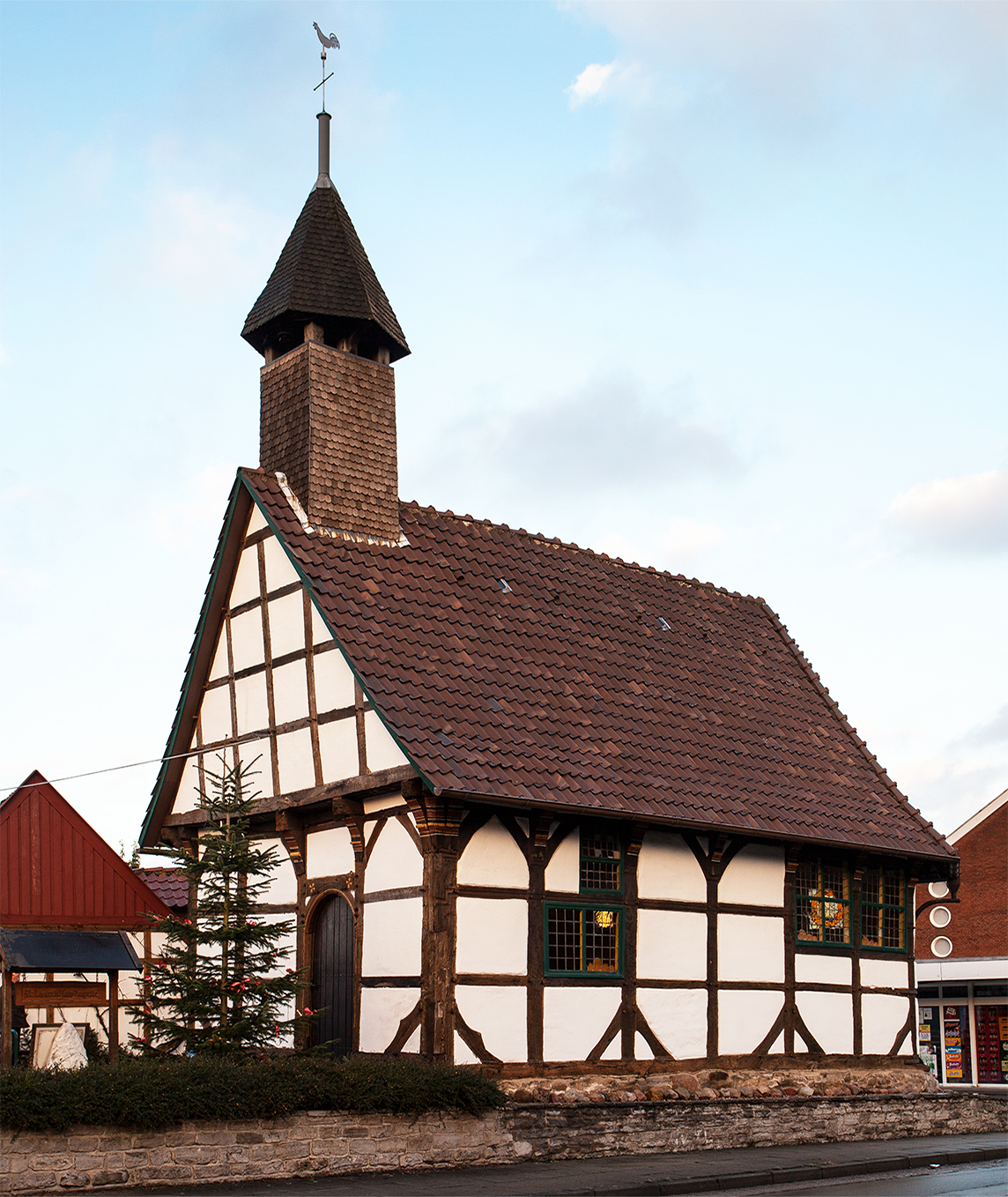
Laurentiuskapelle

Die evangelische Laurentiuskapelle ist ein denkmalgeschütztes Kirchengebäude in Nammen, einem Ortsteil von Porta Westfalica im Kreis Minden-Lübbecke (Nordrhein-Westfalen).

## Geschichte und Architektur
Seit etwa 1350 stand eine Vorgängerkapelle an dieser Stelle. Der kleine Fachwerksaal auf einem Bruchsteinsockel wurde nach einer dendrochronologischen Untersuchung 1523 errichtet. Sie ist die älteste Fachwerkkapelle im nordwestdeutschen Raum. Der Chor ist dreiseitig geschlossen. Der Westgiebel kragt vor, die Knaggen sind profiliert. Der Dachreiter wurde wohl im 17. Jahrhundert aufgesetzt. Das Gebäude wurde nach einem Brandschaden am Ende des 17. Jahrhunderts und im 19. Jahrhundert mehrfach renoviert. Die Glocke wurde 1654 gegossen.
Vor der Reformation war die Kapelle ein katholisches Bethaus, in dem Ein Bild der Mutter Maria verehrt wurde. 1654 wurde die vermutlich im Dreißigjährigen Krieg zerstörte kleine Glocke durch eine größere ersetzt, die auf den Namen Elisabeth getauft wurde. Die Bronzeglocke trägt die Inschrift Friedrich Sak, bedienter Rittmeister ehemals/itzo Churfürstlich brandenburgischer Ambtmann zum Hausberge und Anna Catrina Corfy – Eheleute – diese Glocke zu Gottes Ehre und der Gemeinde zum Besten Giesen lasen und die Capellen zu Nammen verehrt. Seit 1969 nutzt die Gemeinde Räume im Dietrich-Bonhoeffer-Haus Räume für ihre Gottesdienste, in der Kapelle werden hauptsächlich Hochzeiten gefeiert. Um das Gebäude zu erhalten, wurde 1984 ein Kapellenverein gegründet.

„Heute wird sie vorrangig als „Hochzeitskapelle“ und für besondere Gottesdienste genutzt, so beispielsweise immer am „dritten“ Feiertag zu Weihnachten, Ostern und Pfingsten. Das Gelübde, das die Vorväter während einer Pestepidemie um 1450 abgelegt haben, wird in Nammen auch mehr als fünf Jahrhunderte später eingehalten.“

## Ausstattung
- Die Skulptur des Hl. Laurentius wurde von einer Südtiroler Künstlerin angefertigt. Sie steht im Altarraum.
- Der Altar wurde 1837 abgebrochen und durch einen Neuen ersetzt, der 1958 renoviert wurde.
- Im Siebenjährigen Krieg wurde das Altartuch von französischen Soldaten gestohlen. Erst bei der Renovierung im Jahr 1837 wurde ein neues angeschafft.
- Das elektrische Läutwerk schlägt halbstündlich.
- Ein Kruzifix, ein Kerzenständer und ein Harmonium komplettieren die Ausstattung.
- Rechts vom Eingang erinnert eine 1815 auf königliche Verordnung gestiftete Ehrentafel der Gemeinde Nammen an einen Teilnehmer der Völkerschlacht bei Leipzig 1813, der im Kampf für König und Vaterland im Hospital zu Lüttich an den Folgen seiner Verwundung verstorben ist.
- Im hinteren Bereich links ist eine große Tafel „Den (40) tapferen Kriegern aus der Gemeinde Nammen aus den Jahren 1814-1815 1864-1866  1870-1871“ gewidmet, mitsamt Sterbedaten der Veteranen.
- In der Sakristei ist ein Pesthaken aufgehängt, mit dem man während der Pestepidemie um 1450 die Toten aus dem Sterbehaus gezogen hat.

## Ansichten

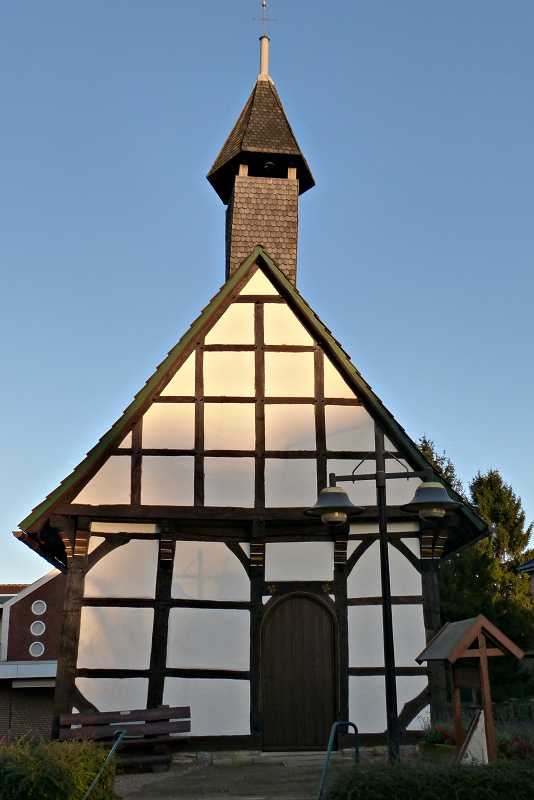
Vorderansicht
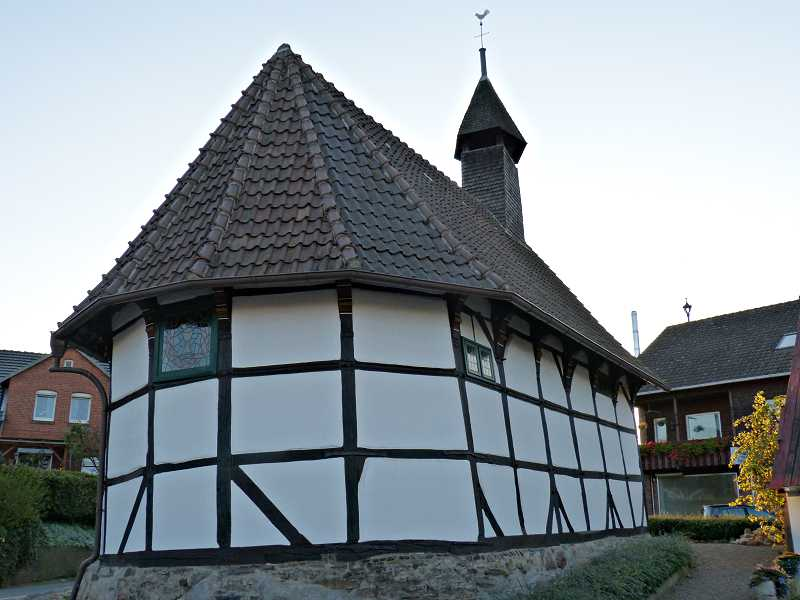
Rückseite
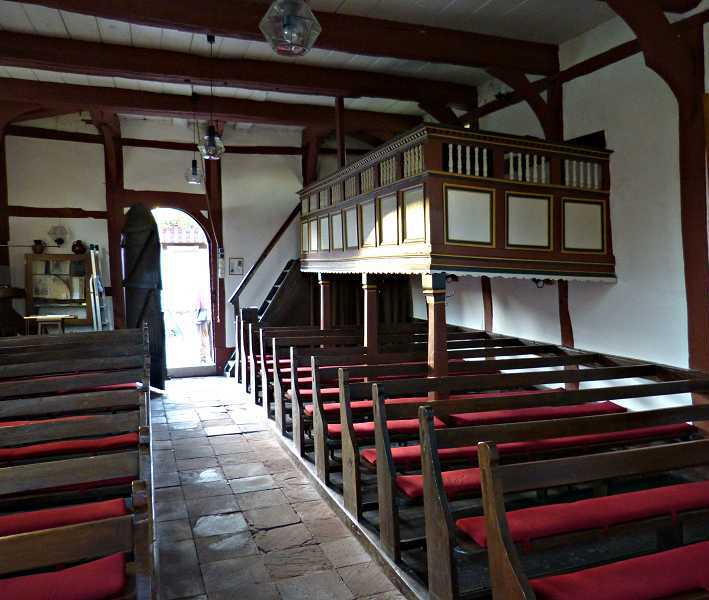
Kirchenbänke, Empore
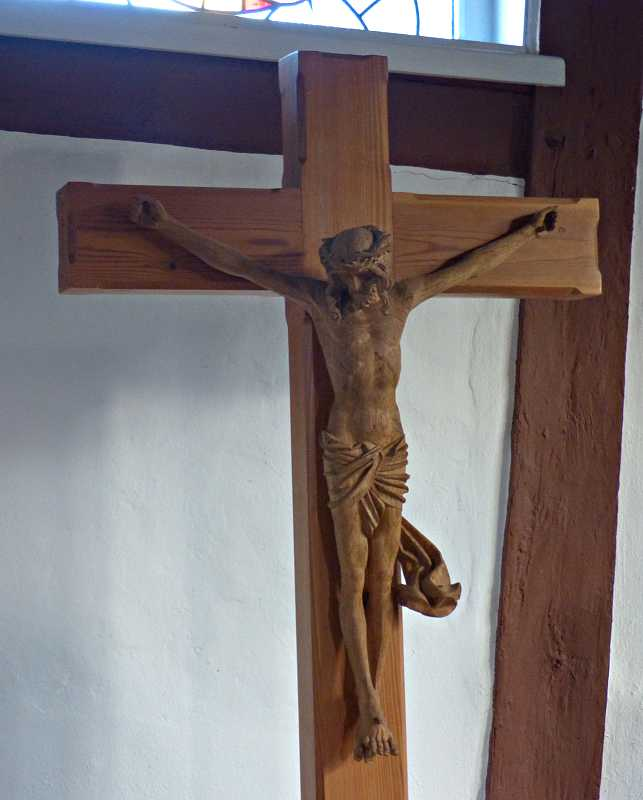
Kruzifix auf dem Altar
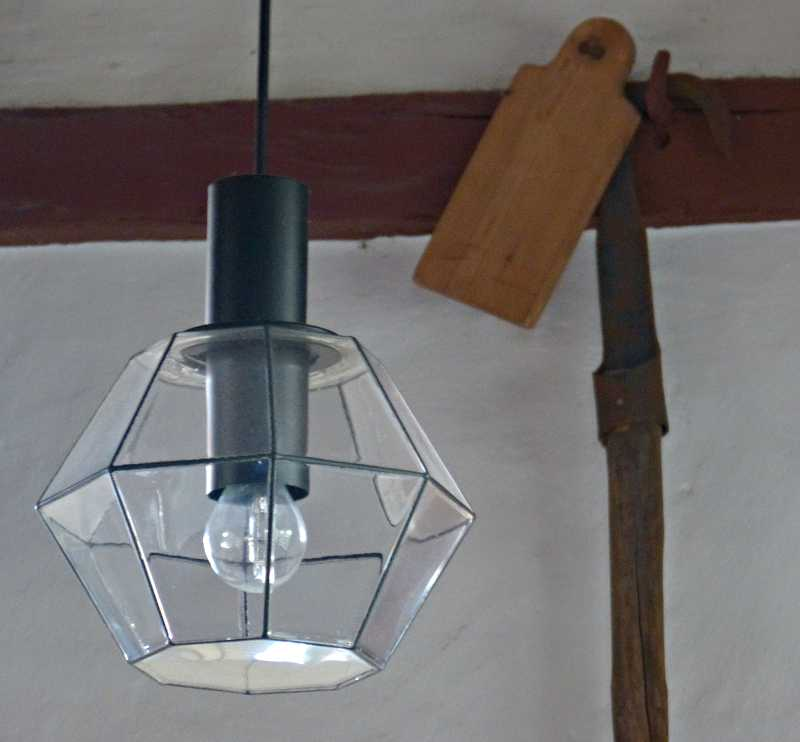
Pesthaken in der Sakristei
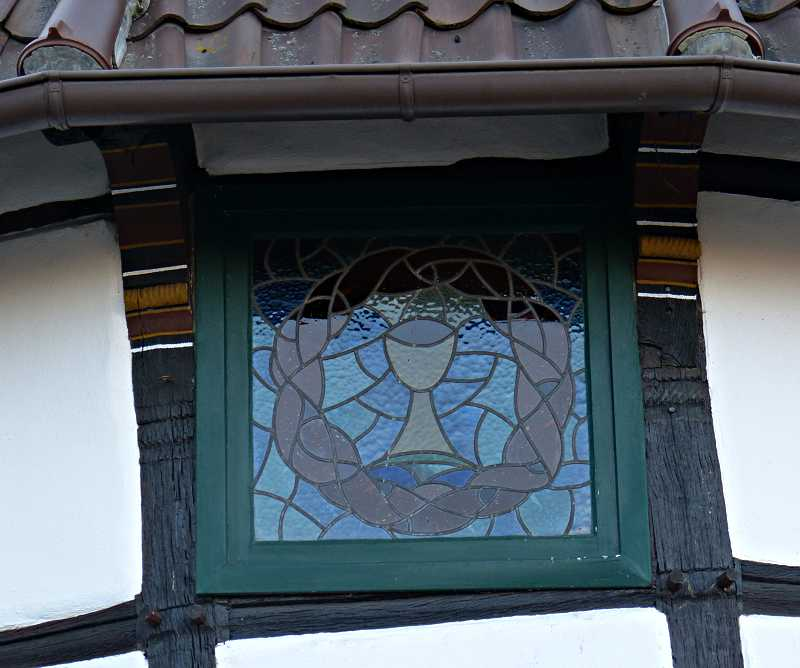
Sakristei-Fenster von außen
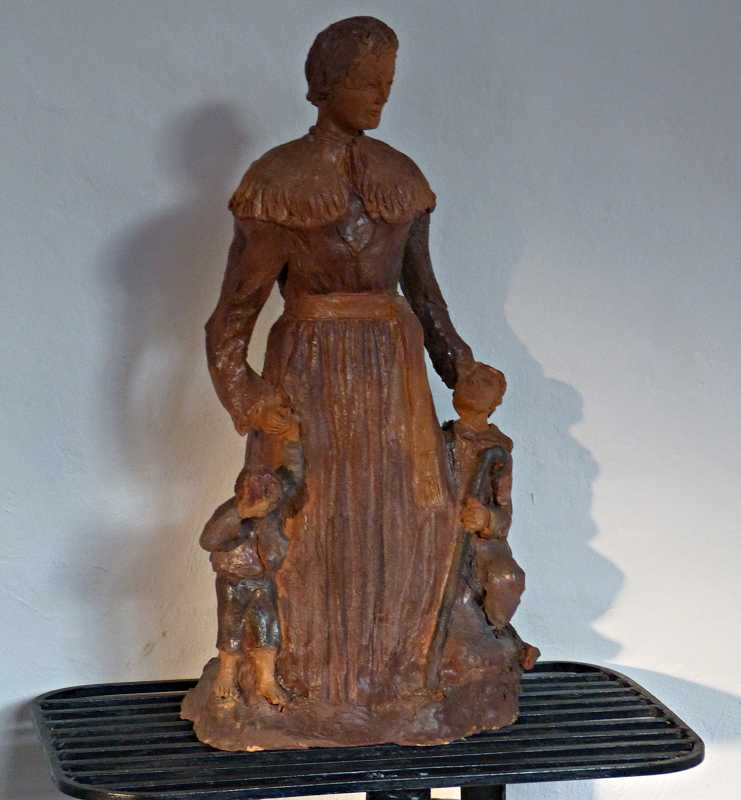
Statue des St. Laurentius